# 艾格河畔卡马雷
艾格河畔卡马雷（法語：Camaret-sur-Aigues，法語發音：[kamaʁɛ syʁ ɛɡ]）是法国普罗旺斯-阿尔卑斯-蓝色海岸大区沃克吕兹省的一个市镇，属于阿维尼翁区。

## 地理
艾格河畔卡马雷（44°9'48"N, 4°52'26"E）面积17.53 平方千米，位于法国普罗旺斯-阿尔卑斯-蓝色海岸大区沃克吕兹省，该省份为法国东南部内陆省份，北起德龙省，西北接阿尔代什省，西接加尔省，南至罗讷河口省，东南角与瓦尔省接壤，东临上普罗旺斯阿尔卑斯省。
与艾格河畔卡马雷接壤的市镇（或旧市镇、城区）包括：奥朗日、塞里尼昂迪孔塔、特拉瓦扬、维奥莱斯、容基耶尔。

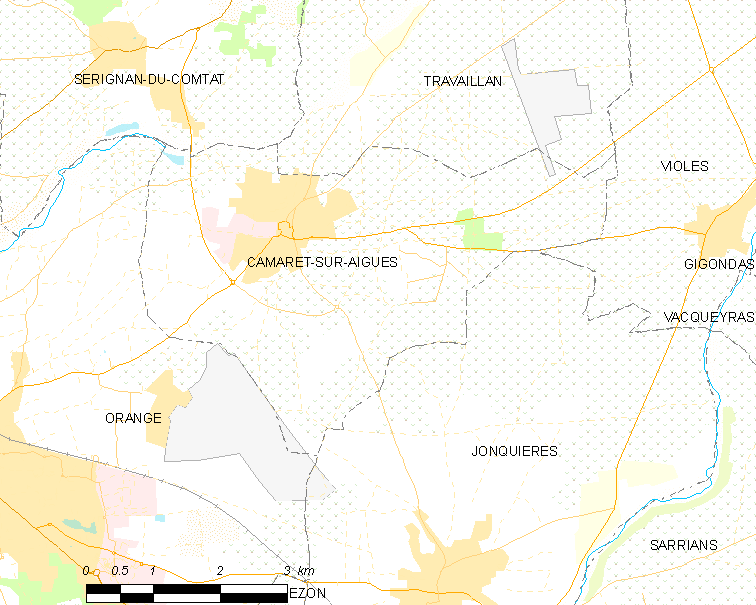
艾格河畔卡马雷的OSM定位图

艾格河畔卡马雷的时区为UTC+01:00、UTC+02:00（夏令时）。

## 行政
艾格河畔卡马雷的邮政编码为84850，INSEE市镇编码为84029。

## 政治
艾格河畔卡马雷所属的省级选区为韦松拉罗迈讷县。

## 人口

1962-2008年间艾格河畔卡马雷人口变化图示

艾格河畔卡马雷于2022年1月1日时的人口数量为4549人。

## 友好城市
- 義大利 特拉瓦科-锡科马里奥